# New Yorks sexdagars

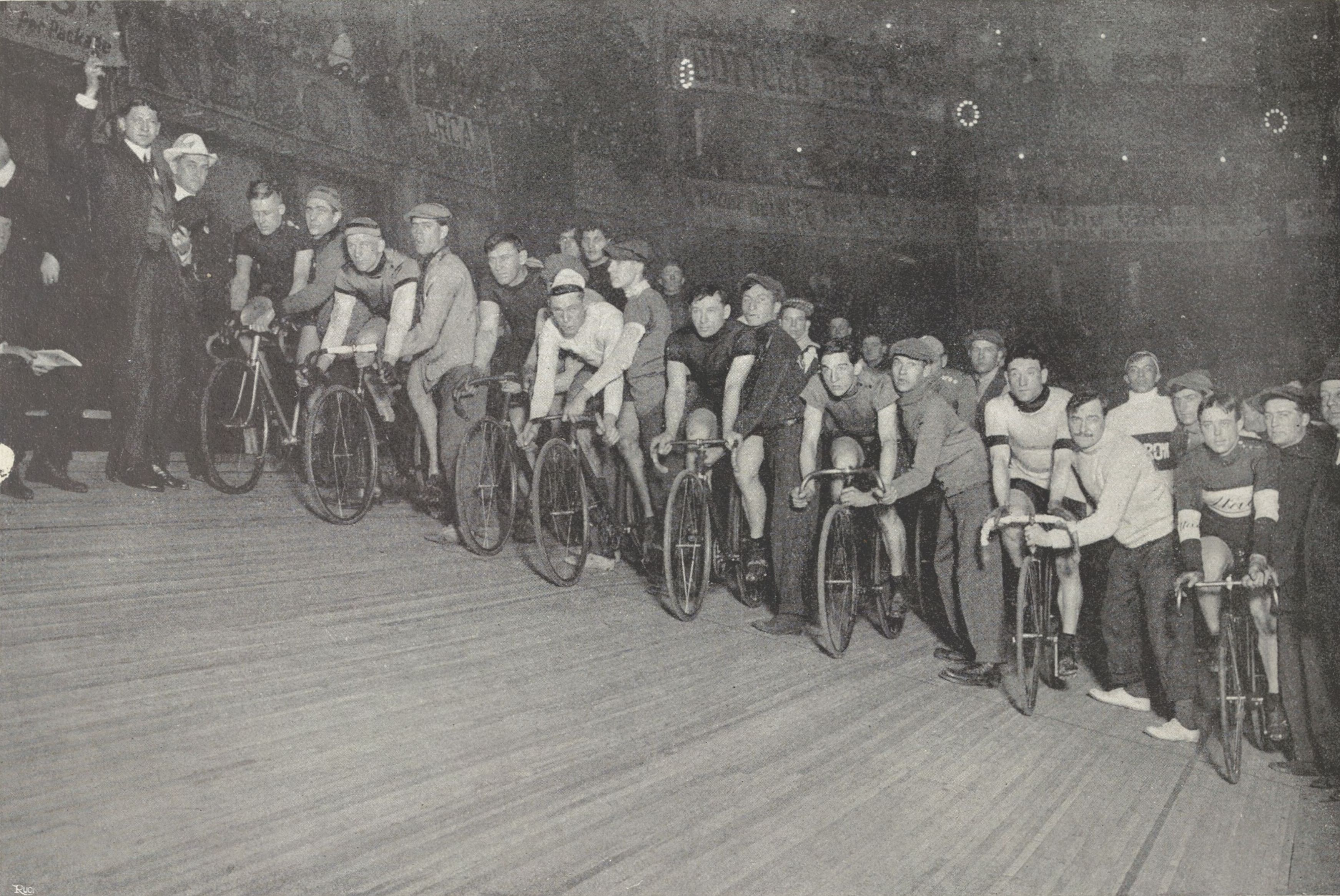
Starten av New Yorks sexdagars 1913.

New Yorks sexdagars var ett sexdagarslopp i bancykling som avhölls i Madison Square Garden i New York från 1899 till 1961. Loppet kördes inledningsvis i december, men från 1920 vanligtvis två (ibland tre) gånger per säsong, med ett lopp i december och ett i mars fram till vintern 1949/1950, varefter tävlingen lades ner. Två senare upplivningsförsök gjordes dock – ett i mars 1959 och, slutligen, 22–28 september 1961 – men sedan var sexdagarscyklingens tid i USA över (i Kanada överlevde Montreals sexdagars till 1980).
Loppet har sitt ursprung i en typ av individuellt uthållighetslopp över sex dygn (144 timmar i sträck) vars första upplaga avhölls 1891. Dessa spektakel upphörde när myndigheterna 1898 förbjöd tävlingar där deltagarna skulle vara aktiva mer än tolv timmar per dygn, vilket arrangörerna löste genom att låta två deltagare bilda par och således cykla tolv timmar var – sexdagarsloppet (och tävlingsformatet madison) var fött och det första parloppet gick av stapeln 4–10 december 1899.
Flest segrar togs av Alfred Goullet och Franco Giorgetti, åtta var.

## Podieplaceringar

### Individuella sexdagarslopp[3][4]
| År   | Vinnare             | Tvåa                 | Trea           |
| 1891 | William Martin      | Charles W. Aschinger | William Lamb   |
| 1892 | Charles W. Ashinger | William Lamb         | William Martin |
| 1893 | Albert Schock       | Frank Waller         | William Martin |
| 1896 | Edward Hale         | Joseph Rice          | Edward Reading |
| 1897 | Charles Miller      | Joseph Rice          | Fred Schineer  |
| 1898 | Charles Miller      | Frank Waller         | Burns Pierce   |

### Parlopp
| År                  | Vinnare                            | Tvåa                                 | Trea                                         |
| 1899 dec.           | Charles Miller Frank Waller        | Otto Maya Archie McEachern           | Louis Grimm Burns Pierce                     |
| 1900 dec.           | Harry Elkes Floyd McFarland        | Archie McEachern Burns Pierce        | Jean Gougoltz César Simar                    |
| 1901 dec.           | Robert Walthour Archie McEachern   | Otto Maya Lester Wilson              | Ben Munroe Jeddy Newkirk                     |
| 1902 dec.           | Floyd Krebs George Leander         | Jed Newkirk John B. Jacobson         | Otto Maya Floyd McFarland                    |
| 1903 dec.           | Ben Munroe Robert Walthour         | Nat Butler George Leander            | Floyd Krebs Alexander Peterson               |
| 1904 dec.           | Oliver Dorlon Eddy Root            | John Stol Arthur Vanderstuyft        | William Edward Samuelson Saxon Dale Williams |
| 1905 dec.           | Joe Fogler Eddy Root               | John Bedell Menus Bedell             | Hugh McLean Jimmy Moran                      |
| 1906 dec.           | Joe Fogler Eddy Root               | Burton Downing Bill Hopper           | Floyd McFarland Walter Rütt                  |
| 1907 dec.           | John Stol Walter Rütt              | Joe Fogler Jimmy Moran               | Victor Dupré Léon Georget                    |
| 1908 dec.           | Floyd McFarland Jimmy Moran        | John Stol Walter Rütt                | Walter De Mara Alfred Hill                   |
| 1909 dec.           | Jackie Clark Walter Rütt           | Joe Fogler Eddy Root                 | Elmer Collins Robert Walthour                |
| 1910 dec.           | Jimmy Moran Eddy Root              | Jackie Clark Walter Rütt             | Joe Fogler Alfred Hill                       |
| 1911 dec.           | Jackie Clark Joe Fogler            | Frank Kramer Jimmy Moran             | Walter De Mara Percy Lawrence                |
| 1912 dec.           | Joe Fogler Walter Rütt             | John Bedell Worth Mitten             | Jackie Clark Alfred Hill                     |
| 1913 dec.           | Joe Fogler Alfred Goullet          | Percy Lawrence Jake Magin            | Reginald McNamara Eddy Root                  |
| 1914 nov.           | Alfred Grenda Alfred Goullet       | Peter Drobach Iver Lawson            | Reginald McNamara Jimmy Moran                |
| 1915 dec.           | Alfred Grenda Alfred Hill          | Reginald McNamara Robert Spears      | Percy Lawrence Jake Magin                    |
| 1916 dec.           | Marcel Dupuy Oscar Egg             | Eddy Madden Eddy Root                | Reginald McNamara Robert Spears              |
| 1917 jan.           | Alfred Goullet Jake Magin          | Frank Corry Eddy Madden              | William Hanley Alfred Hill                   |
| 1918 ?              | Reginald McNamara Jake Magin       | Frank Corry Eddy Madden              | Alfred Grenda Alfred Hill                    |
| 1919 dec.           | Alfred Goullet Eddy Madden         | Marcel Dupuy Oscar Egg               | Reginald McNamara Jake Magin                 |
| 1920 mar.           | Alfred Goullet Jake Magin          | Alfred Hill Harry Kaiser             | Marcel Dupuy William Hanley                  |
| 1920 nov.           | Ray Eaton Harry Kaiser             | Alfred Goullet Alfred Hill           | Eddy Madden Jake Magin                       |
| 1920 dec.           | Maurice Brocco Willy Coburn        | César Debaets Aloïs Persyn           | Jules Van Hevel Henri Van Lerberghe          |
| 1921 mar.           | Oscar Egg Piet van Kempen          | Maurice Brocco Willy Coburn          | Willy Lorenz Walter Rütt                     |
| 1921 dec.           | Maurice Brocco Alfred Goullet      | Willy Coburn Walter Rütt             | Percy Lawrence Lloyd Thomas                  |
| 1922 mar.           | Alfred Grenda Reginald McNamara    | Harry Kaiser Alfred Taylor           | Maurice Brocco Charles Deruyter              |
| 1922 dec.           | Gaetano Belloni Alfred Goullet     | Maurice Brocco Willy Coburn          | Ray Eaton Oscar Egg                          |
| 1923 mar.           | Alfred Grenda Alfred Goullet       | Sammy Gastman Dave Lands             | Oscar Egg Piet van Kempen                    |
| 1923 sep.           | Ernest Kockler Percy Lawrence      | Reginald McNamara Piet van Kempen    | Harry Horan Eddy Madden                      |
| 1924 mar.           | Maurice Brocco Marcel Buysse       | Anthony Beckman Oscar Egg            | Harry Horan Eddy Madden                      |
| 1924 dec. 1925 jan. | Reginald McNamara Piet van Kempen  | Franco Giorgetti Robert Walthour J:r | Marcel Buysse Alfons Goossens                |
| 1925 mar.           | Fred Spencer Robert Walthour J:r   | Harry Horan Reginald McNamara        | Alfons Goossens Henri Stockelynck            |
| 1925 nov./dec.      | Gérard Debaets Alfons Goossens     | Franco Giorgetti Reginald McNamara   | Fred Spencer Robert Walthour J:r             |
| 1926 mar.           | Franco Giorgetti Reginald McNamara | Anthony Beckman Carl Stockholm       | Charles Lacquehay Georges Wambst             |
| 1926 dec.           | Pietro Linari Reginald McNamara    | Franco Giorgetti Gaetano Belloni     | Carl Stockholm Charles Winter                |

| År             | Vinnare                               | Tvåa                                | Trea                                  |
| 1927 mar.      | Franco Giorgetti Reginald McNamara    | Fred Spencer Robert Walthour J:r    | Anthony Beckman Otto Petri            |
| 1927 dec.      | Fred Spencer Charles Winter           | Georges Faudet Gabriel Marcillac    | Norman Hill Otto Petri                |
| 1928 mar.      | Franco Giorgetti Gérard Debaets       | Anthony Beckman Gaetano Belloni     | Marcel Boogmans Alfonso Zucchetti     |
| 1928 dec.      | Franco Giorgetti Fred Spencer         | Paul Broccardo Alfred Letourneur    | Reginald McNamara Klaas van Nek       |
| 1929 jan.      | Dave Lands Willy Grimm                | Robert Walthour J:r Charles Winter  | George Dempsey Norman Hill            |
| 1929 mar.      | Franco Giorgetti Gérard Debaets       | Robert Walthour J:r Franz Duelberg  | Anthony Beckman Gaetano Belloni       |
| 1929 dec.      | Franco Giorgetti Gérard Debaets       | Fred Spencer Franz Duelberg         | Paul Broccardo Alfred Letourneur      |
| 1930 mar.      | Gaetano Belloni Gérard Debaets        | Anthony Beckman Norman Hill         | Harry Horan Harris Horder             |
| 1930 nov./dec. | Paul Broccardo Franco Giorgetti       | Adolphe Charlier Roger De Neef      | Alfredo Binda Pietro Linari           |
| 1931 mar.      | Marcel Guimbretiere Alfred Letourneur | Paul Broccardo Pietro Linari        | Willie Grimm Emil Richli              |
| 1931 nov./dec. | Marcel Guimbretiere Alfred Letourneur | Georges Coupry Michel Pecqueux      | Gérard Debaets Franco Giorgetti       |
| 1932 feb./mar. | Reginald McNamara William Peden       | Prudent Delille Adolphe Van Nevele  | Marcel Guimbretiere Alfred Letourneur |
| 1932 nov./dec. | Fred Spencer William Peden            | Willie Grimm Norman Hill            | Franco Giorgetti Alfred Letourneur    |
| 1933 feb./mar. | Gérard Debaets Alfred Letourneur      | Alfredo Binda Norman Hill           | Paul Croley Franco Giorgetti          |
| 1933 dec.      | William Peden Alfred Letourneur       | Gérard Debaets Norman Hill          | George Dempsey Robert Walthour J:r    |
| 1934 feb./mar. | Paul Broccardo Marcel Guimbretiere    | Gérard Debaets Robert Thomas        | Tino Reboli Eduardo Severgnini        |
| 1934 dec.      | Gérard Debaets Alfred Letourneur      | Paul Broccardo Adolf Schön          | Franco Giorgetti Norman Hill          |
| 1935 mar.      | Franco Giorgetti Alfred Letourneur    | Gérard Debaets Ewald Wissel         | Gaetano Belloni Tino Reboli           |
| 1935 dec.      | Gustav Kilian Heinz Vopel             | Albert Crossley Jimmy Walthour      | Paul Broccardo Alfred Letourneur      |
| 1936 feb.      | Gustav Kilian Heinz Vopel             | Omer De Bruycker Frederick Verhaege | Emile Diot Emile Ignat                |
| 1936 nov./dec. | Albert Crossley Jimmy Walthour        | William Peden Robert Thomas         | Gérard Debaets Alvaro Giorgetti       |
| 1937 mar.      | Jean Aerts Omer De Bruycker           | Emile Diot Emile Ignat              | Tino Reboli Robert Thomas             |
| 1937 nov./dec. | Gustav Kilian Heinz Vopel             | Emile Diot Emile Ignat              | Doug Peden William Peden              |
| 1938 sep.      | Gustav Kilian Heinz Vopel             | Doug Peden William Peden            | Albert Crossley Jimmy Walthour        |
| 1939 maj       | Doug Peden William Peden              | Gustav Kilian Robert Thomas         | Albert Crossley Jimmy Walthour        |
| 1939 nov.      | Cesare Moretti Jr Cecil Yates         | Doug Peden William Peden            | Jules Audy Robert Thomas              |
| 1940–1947      | ej avhållet                           |                                     |                                       |
| 1948 feb./mar. | Angelo De Bacco Alvaro Giorgetti      | Emile Ignat Henri Surbatis          | Erwin Pesek Charly Yaccino            |
| 1948 okt.      | Emile Bruneau Louis Saen              | Mathias Clemens Lucien Gillen       | Gerard van Beek Arie Vooren           |
| 1948 nov.      | Cesare Moretti Jr Alvaro Giorgetti    | Angelo De Bacco Charles Bergna      | Walter Diggelmann Hugo Koblet         |
| 1949 feb./mar. | Walter Diggelmann Hugo Koblet         | Henri Surbatis Alvaro Giorgetti     | René Cyr Ferdinand Grillo             |
| 1949 okt./nov. | Reginald Arnold Alfred Strom          | Severino Rigoni Ferdinando Terruzzi | Fernand Spelte Kamiel Dekuysscher     |
| 1950 mar.      | Severino Rigoni Ferdinando Terruzzi   | Antonio Bevilacqua Alvaro Giorgetti | Bernard Bouvard Roger Godeau          |
| 1951–1958      | ej avhållet                           |                                     |                                       |
| 1959 mar.      | Leandro Faggin Ferdinando Terruzzi    | Jan Plantaz Wout Wagtmans           | Knud Lynge Günther Ziegler            |
| 1960           | ej avhållet                           |                                     |                                       |
| 1961 sep.      | Oscar Plattner Armin von Büren        | Leandro Faggin Ferdinando Terruzzi  | Rudi Altig Lucien Gillen              |